# Drag Race Italia
Drag Race Italia è un programma televisivo italiano di genere reality, in onda sulla piattaforma streaming Discovery+ dal 2021 al 2022, e su Paramount+ a partire dal 2023. Il programma è andato in chiaro, nelle prime due edizioni, su Real Time, a partire dal 9 gennaio 2022.
Il programma è basato sul format  del programma statunitense RuPaul's Drag Race. Come nella versione originale, le concorrenti devono mostrare le loro doti d'intrattenitrici cimentandosi in varie sfide. Ogni settimana le loro performance vengono valutate da vari giudici: tra essi quelli fissi sono la drag queen nonché presentatrice Priscilla, Chiara Francini, Paola Iezzi, Paolo Camilli, e Tommaso Zorzi fino alla seconda edizione, mentre i giudici ospiti variano ogni settimana. Al termine dell'episodio una concorrente viene eliminata; tra le ultime rimaste verrà scelta e incoronata Italia's Next Drag Superstar, che riceverà una serie di premi.

## Format
Il casting viene annunciato online e chi vuole partecipare al programma deve mandare un provino formato video. Per poter prendere parte al programma è necessario avere 18 o più anni.

### Puntate
Ogni puntata si divide, generalmente, in tre fasi:
- La mini sfida: in ogni mini sfida alle concorrenti viene chiesto di svolgere una gara con caratteristiche e tempi differenti.
- La sfida principale: in ogni sfida principale alle concorrenti viene chiesto di svolgere una prova, generalmente sono gare individuali. La vincitrice della sfida riceve un premio, che consiste in vestiti, gioielli, cosmetici e altro ancora.
- L'eliminazione: tutte le concorrenti vengono chiamate davanti ai giudici. In questa fase le varie concorrenti vengono giudicate. La migliore della puntata viene dichiarata vincitrice ricevendo un premio. Le ultimi due invece devono sfidarsi esibendosi in playback con una canzone assegnata all'inizio di ogni puntata. La peggiore verrà eliminata dalla competizione con la famosa frase pronunciata  "Sashay Away" e lascia un messaggio scritto con il rossetto sullo specchio della sala dove si svolgono le riprese; la vincitrice, al contrario, viene celebrata con la frase "Shantay You Stay", e può continuare la competizione.

## Giudici
I giudici danno la loro valutazione sui vari concorrenti, esprimendo le loro opinioni circa ciò che accade sul palcoscenico principale. Tra i giudici ospiti comparsi nel corso delle edizioni troviamo: Cristina D'Avena, Gianmarco Saurino, Fabio Mollo, Vladimir Luxuria, Enzo Miccio, Giancarlo Commare, Donatella Rettore, Ambra Angiolini, Nick Cerioni, Patty Pravo, Nancy Brilli, Ludovico Tersigni, Sandra Milo, Alessandra Celentano, Vito Coppola, Claudia Gerini, Supremme de Luxe, Michela Giraud, Paola & Chiara, Luca Tommassini, Myss Keta, Alessandra Mastronardi, Anna Dello Russo, Ciro Immobile, Jessica Melena, Andreas Müller, Veronica Peparini, Filippo Timi, Melissa Satta, Jo Squillo, Sabrina Salerno, Rosa Chemical e Tiziano Ferro.

### Giudici fissi
| Giudice         | Edizioni | Edizioni | Edizioni |
| Giudice         | 1        | 2        | 3        |
| --------------- | -------- | -------- | -------- |
| Priscilla       | Fisso    | Fisso    | Fisso    |
| Chiara Francini | Fisso    | Fisso    | Fisso    |
| Tommaso Zorzi   | Fisso    | Fisso    |          |
| Paola Iezzi     |          | Ospite   | Fisso    |
| Paolo Camilli   |          |          | Fisso    |

- Priscilla (edizione 1-in corso), pseudonimo di Mariano Gallo, drag queen italiana attiva principalmente in Grecia, nel 2007 ha vinto il concorso Miss Drag Queen Italia in rappresentanza della Campania. Successivamente si è trasferita sull'isola di Mykonos per continuare la sua carriera. Sempre in Grecia, nel 2017, ha partecipato alla quinta edizione di Ellada Echeis Talento, versione greca del programma Got Talent.[7]
- Chiara Francini (edizione 1-in corso), attrice di cinema e teatro, scrittrice e conduttrice televisiva italiana, ha recitato in molti film, serie tra cui Maschi contro femmine e La peggior settimana della mia vita.[7]
- Paola Iezzi (edizione 3-in corso), cantautrice, disc jockey e produttrice discografica italiana, ha raggiunto la popolarità nazionale come parte del duo musicale Paola & Chiara. Entra nel cast del programma a partire dalla terza edizione.[8] Prima di essere uno dei giudici fissi, è stata una dei giudici ospiti durante la seconda edizione.
- Paolo Camilli (edizione 3-in corso), attore e personaggio social, entra nel cast del programma a partire dalla terza edizione.[8]

#### Ex giudici
- Tommaso Zorzi (edizione 1-2), influencer e personaggio televisivo italiano, è salito alla ribalta con la partecipazioni a programmi come #Riccanza, Dance Dance Dance e Pechino Express. Ha riscosso notorietà nazionale con la vittoria alla quinta edizione del Grande Fratello VIP.[7]

### Untucked
Durante ogni puntata di Drag Race Italia viene seguito un intermezzo di Untucked nel quale vengono mostrate scene inedite della competizione e il backstage del programma.

### After the Race
After the Race è stata una serie disponibile su Discovery+ ed andata in onda in seconda serata dopo la trasmissione della puntata su Real Time, ed è l'equivalente della serie web statunitense Whatcha Packin'. La serie vede Tommaso Zorzi, giudice del programma delle prime due, intervistare le concorrenti eliminate e facendo mostra di alcuni dei look che non sono stati in grado di mostrare durante la competizione.

## Premi
Anche in questa versione del programma, la vincitrice riceve dei premi. I premi vinti in ogni edizione sono stati:
1ª edizione:
- Il titolo di Brand Ambassador per MAC Cosmetics per un anno
- Una corona e uno scettro di Aster Lab Jewels

2ª edizione:
- Il titolo di Brand Ambassador per MAC Cosmetics per un anno
- Una corona e uno scettro di Aster Lab Jewels

3ª edizione:
- 20000 €
- Una fornitura di un anno di cosmetici della Anastasia Beverly Hills
- Una corona e uno scettro di Aster Lab Jewels

## Edizioni
| Edizione | Concorrenti | Episodi | Prima Pay TV | Prima Free TV | Vincitrice      | Miss Drag Simpatia     |
| -------- | ----------- | ------- | ------------ | ------------- | --------------- | ---------------------- |
| 1ª       | 8           | 6       | 2021         | 2022          | Elecktra Bionic | Luquisha Lubamba       |
| 2ª       | 10          | 8       | 2022         | 2023          | La Diamond      | Nehellenia             |
| 3ª       | 13          | 12      | 2023         | –             | Lina Galore     | Silvana Della Magliana |

### Prima edizione
La prima edizione di Drag Race Italia è andata in onda in Italia dal 19 novembre al 23 dicembre 2021. Il cast viene annunciato il 29 ottobre 2021. Otto drag queen, provenienti da diverse parti d'Italia, si sfidano per entrare nella Drag Race Hall of Fame. La colonna sonora utilizzata durante la sfida principale è Sissy That Walk mentre per i titoli di coda viene utilizzata U Wear It Well.
Elecktra Bionic, vincitrice dell'edizione, ha guadagnato come premio il titolo di Brand Ambassador per MAC Cosmetics per un anno, una corona e uno scettro di Aster LAB. A vincere il titolo di Miss Drag Simpatia è stata Luquisha Lubamba.

### Seconda edizione
La seconda edizione del programma è stata confermata il 1º marzo 2022, con l'apertura dei relativi casting. Il cast viene annunciato il 30 settembre 2022, dieci drag queen, provenienti da diverse parti d'Italia, si sfidano per entrare nella Drag Race Hall of Fame. La colonna sonora utilizzata durante la sfida principale è stata Sissy That Walk, mentre per i titoli di coda è stata utilizzata To the Moon.
La Diamond, vincitrice dell'edizione, ha guadagnato come premio il titolo di Brand Ambassador per MAC Cosmetics per un anno, una corona e uno scettro di Aster LAB. A vincere il titolo di Miss Drag Simpatia è stata Nehellenia.

### Terza edizione
La terza edizione del programma è stata confermata il 22 marzo 2023, con l'apertura dei relativi casting, dove è stato annunciato lo spostamento dello show sulla piattaforma streaming Paramount+. A partire da questa edizione Paola Iezzi e Paolo Camilli entrano a far parte dei giudici del programma, prendendo il posto di Tommaso Zorzi, che lascia il programma per seguire altri progetti televisivi. Il cast viene annunciato il 18 settembre 2023. Tredici drag queen, provenienti da diverse parti dell'Italia, si sfidano per entrare nella Drag Race Hall of Fame. La colonna sonora utilizzata durante la sfida principale è Sissy That Walk, mentre per i titoli di coda si utilizza Fly Tonight.
Lina Galore, vincitrice dell'edizione, ha guadagnato come premio 20 000 €, una fornitura di un anno di cosmetici della Anastasia Beverly Hills, una corona e uno scettro di Aster Lab Jewels. A vincere il titolo di Miss Drag Simpatia è stata Silvana Della Magliana.

## Concorrenti
Le concorrenti che hanno preso parte al programma sono (in ordine di eliminazione):
| Edizioni | Vincitrice      | Finaliste            | 3°                     | 4°               | 5°         | 6°         | 7°             | 8°         | 9°              | 10°              | 11°     | 12°        | 13°             |
| -------- | --------------- | -------------------- | ---------------------- | ---------------- | ---------- | ---------- | -------------- | ---------- | --------------- | ---------------- | ------- | ---------- | --------------- |
| 1ª       | Elecktra Bionic | Farida Kant Le Riche | Farida Kant Le Riche   | Luquisha Lubamba | Ava Hangar | Divinity   | Enorma Jean    | Ivana Vamp |                 |                  |         |            |                 |
| 2ª       | La Diamond      | Aura Eternal         | Aura Eternal           | La Petite Noire  | Skandalove | Gioffré    | Panthera Virus | Obama      | Tanissa Yoncè   | Narciso          |         |            |                 |
| 2ª       | La Diamond      | Nehellenia           |                        | La Petite Noire  | Skandalove | Gioffré    | Panthera Virus | Obama      | Tanissa Yoncè   | Narciso          |         |            |                 |
| 3ª       | Lina Galore     | Melissa Bianchini    | La Sheeva              | La Sheeva        | Sypario    | Leila Yarn | La Prada       | Sissy Lea  | Morgana Cosmica | Lightning Aurora | Vezirja | Amy Krania | Adriana Picasso |
| 3ª       | Lina Galore     | Melissa Bianchini    | Silvana Della Magliana |                  | Sypario    | Leila Yarn | La Prada       | Sissy Lea  | Morgana Cosmica | Lightning Aurora | Vezirja | Amy Krania | Adriana Picasso |

Legenda:
     La concorrente è stata nominata Miss Drag Simpatia
     La concorrente è stata squalificata a seguito di un provvedimento disciplinare

## Musiche
Quasi tutte le canzoni utilizzate nelle varie edizioni provengono dagli album di RuPaul, fanno eccezione le canzoni utilizzate per il playback alla fine delle puntate.

### Palcoscenico principale
Le canzoni utilizzate durante la presentazione degli outfit delle concorrenti sono state:
- Sissy That Walk tratto da Born Naked (1ª, 2ª e 3ª edizione)

### Altre musiche
Nel corso del programma sono stati rilasciati vari singoli promozionali:
- A Little Bit of Love Remix - Elecktra Bionic, Farida Kant, Le Riche e Luquisha Lubamba (1ª edizione)
- Portento (Na Na Na Na) - 4Tune Remix - Aura Eternal, La Diamond, La Petite Noire e Nehellenia (2ª edizione)
- Come se non fosse niente - La Sheeva e Silvana Della Magliana (3ª edizione)
- Rivoluzione solare - Lina Galore e Melissa Bianchini (3ª edizione)
- The Queens Remix - La Sheeva, Lina Galore, Melissa Bianchini e Silvana Della Magliana (3ª edizione)